# Базар Антін
Анті́н База́р (5 вересня 1898, с. Настасів, нині Тернопільського району Тернопільської області — 9 листопада 1968, м. Торонто, Канада) — український ветеринар, громадський діяч.

## Біографія
Навчався в Тернопільській українській гімназії (1910–1920, з перервами). В 1-у світову війну воював в австрійській армії на італійському фронті. Ветеринарні студії закінчив у Чехословаччині. 1928–1939 працював у с. Буданів на Теребовлянщині. 1944 виїхав до Німеччини, 1949 — до Канади, де в м. Торонто очолював Комітет теребовлян.